# Rafael Esteve Vilella

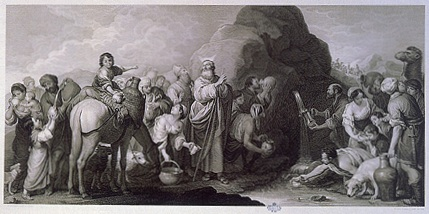
Rycina Esteve na podstawie dzieła Las aguas de Moisés Murilla

Rafael Esteve Vilella (ur. 1 lipca 1772 w Walencji, zm. 1847 w Madrycie) – hiszpański rytownik pochodzący z Walencji i związany z dworem Karola IV.
Pochodził z rodziny o wielopokoleniowych tradycjach artystycznych. Jego ojciec i pierwszy nauczyciel José Esteve Bonet był rzeźbiarzem, a kuzyn ojca Agustín Esteve był nadwornym malarzem Karola III.
W wieku 13 lat wstąpił do Królewskiej Akademii Sztuk Pięknych San Carlos w Walencji. Następnie przeniósł się do Madrytu, gdzie jego nauczycielem był Manuel Monfort. Otrzymał stypendium na studia na stołecznej Królewskiej Akademii Sztuk Pięknych św. Ferdynanda. Drugim stypendystą został Vicente López Portaña, również z Walencji.
W czasie panowania Karola IV współpracował z Real Calcografía. W 1799 roku wykonał ryciny do zamówionego przez królową Marię Ludwikę zbioru Guía de Forasteros. W tym samym roku został mianowany nadwornym rytownikiem zatępując Manuela Salvadora Carmonę. W czasie wojny wyzwoleńczej toczonej przeciwko Napoleonowi w latach 1807-1814 mieszkał w Kadyksie. Po zakończeniu wojny i powrocie Ferdynanda VII na tron Hiszpanii wyjechał na dalsze studia do Francji i Włoch.
Wykonał serię rycin Architektoniczna podróż po Hiszpanii przedstawiającą krajowe zabytki oraz ryciny do jednej z edycji Don Kichota. Wykonał także portrety piórkiem przedstawiające Karola IV, królową Marię Krystynę Sycylijską i Kolumba. Sportretował także swojego przyjaciela Francisca Goyę, który w 1815 roku namalował jego olejny portret, obecnie w zbiorach Muzeum Sztuk Pięknych w Walencji.
W 1839 roku zdobył złoty medal na międzynarodowej wystawie w Paryżu za rycinę będącą reprodukcją obrazu Murilla pt. Las aguas de Moisés. Oryginał znajdował się w Hospital de la Caridad w Sewilli. Praca nad ryciną zajęła mu w sumie 12 lat; wyczerpała go fizycznie i psychicznie.
Otrzymał Order Karola III, był dyrektorem Calcografía Nacional, honorowym dyrektorem Akademii San Carlos, członkiem Akademii św. Ferdynanda oraz współpracował z Akademią w Paryżu.